# 盲法试验
盲法試驗（blinded experiment）是科學方法的一種，指的是在研究过程中对分组（对照组、实验组）等情况进行保密。目的是避免研究結果受安慰劑效應或觀察者偏向所影響。在各種科學研究領域中，從醫學、食品、心理到社會科學及法證都有使用盲法進行實驗。不使用盲法的实验叫做开放标签试验。
在汉语（和较老或非正式的英语文献）中，习惯以單盲、雙盲、三盲区分盲法执行的程度，一般分别指代对受试者、研究人员、分析人员层层保密，但用法不完全统一，保密程度也有出入。《报告平行对照随机临床试验指南》（CONSORT）现在要求论文中详细指明哪些人员不知道哪些信息，不允许笼统使用这些词语。

## 單盲試驗
單盲（single blinding）是一種簡單實驗方法，通過對試驗對象保密，避免有意或無意在實驗中造成偏頗。例如，在口味測試中，如果消費者事先知道測試的產品，他們通常都會稱常用的知名品牌較佳。在單盲測試中，如果產品品牌被矇住，消費者便可能選擇另一產品。
單盲試驗中，由於試驗對象會與研究人員接觸，因而受其影響。例如在心理及社會科學實驗中，觀察者的主觀期望，經常有意或無意影響實驗對象的行為。

## 雙盲試驗
雙盲試驗通常在試驗對象為人類時使用，目的是避免試驗的對象或進行試驗的人員的主觀偏向影響實驗的結果，通常雙盲試驗得出的結果會更為嚴謹。
在雙盲試驗中，受試驗的對象及研究人員並不知道哪些對象屬於對照組，哪些屬於實驗組。只有在所有資料都收集及分析過之後，研究人員才會知道實驗對象所屬組別，即解盲（unblind）。

### 應用
在药物測試中經常使用雙盲測試。病人被隨機編入對照組及實驗組。對照組被給予安慰劑，而實驗組給予真正藥物。無論是病人或觀察病人的實驗人員都不知道誰得到真正的藥物，直至研究結束為止。不過部份的試驗會較難做成雙盲，例如：如果治療效果非常顯著，或治療的副作用非常明顯，實驗人員便可能猜想到哪組是對照。
由於警察可能會對證人作出有意或無意的影響，不少在法證中，警察局內的認人手續基本上是一個對證人記憶的單盲測試。由於執法機構現在傾向在認人過程中使用雙盲測試，負責認人過程的警員事先不能知道被認的人當中誰是嫌疑犯，以免影響證人。

## 三盲試驗
如果收集資料、分析解釋研究結果的統計學家同樣不知道哪組資料屬於對照組，哪組屬於測試組，這種測試被稱為三盲測試。